# Haurida
Haurida är en småort i Aneby kommun i Jönköpings län, kyrkby i Haurida socken.
I Haurida ligger Åsens by, Sveriges första kulturreservat.
I Haurida finns Haurida kyrka från 1300-talet, en gammaldags lanthandel och en förskola.